# 義竹車站
義竹車站是臺灣糖鐵布袋線、義線(南竹線，連接義竹與南靖糖廠)的車站之一，位於今嘉義縣義竹鄉。該車站是日治時期鹽水港製糖於1913年3月8日將「新營－鹽水」間的的營業線延長到布袋後所增設的車站之一。
二次大戰後，台糖公司應地方人士所請，試辦南靖糖廠與該車站間的營業線，於4月30日舉行通車典禮後的隔天（5月1日）開始試辦營運三個月，之後在1953年時又恢復試辦。

## 車站周邊
- 義竹國中

## 圖片

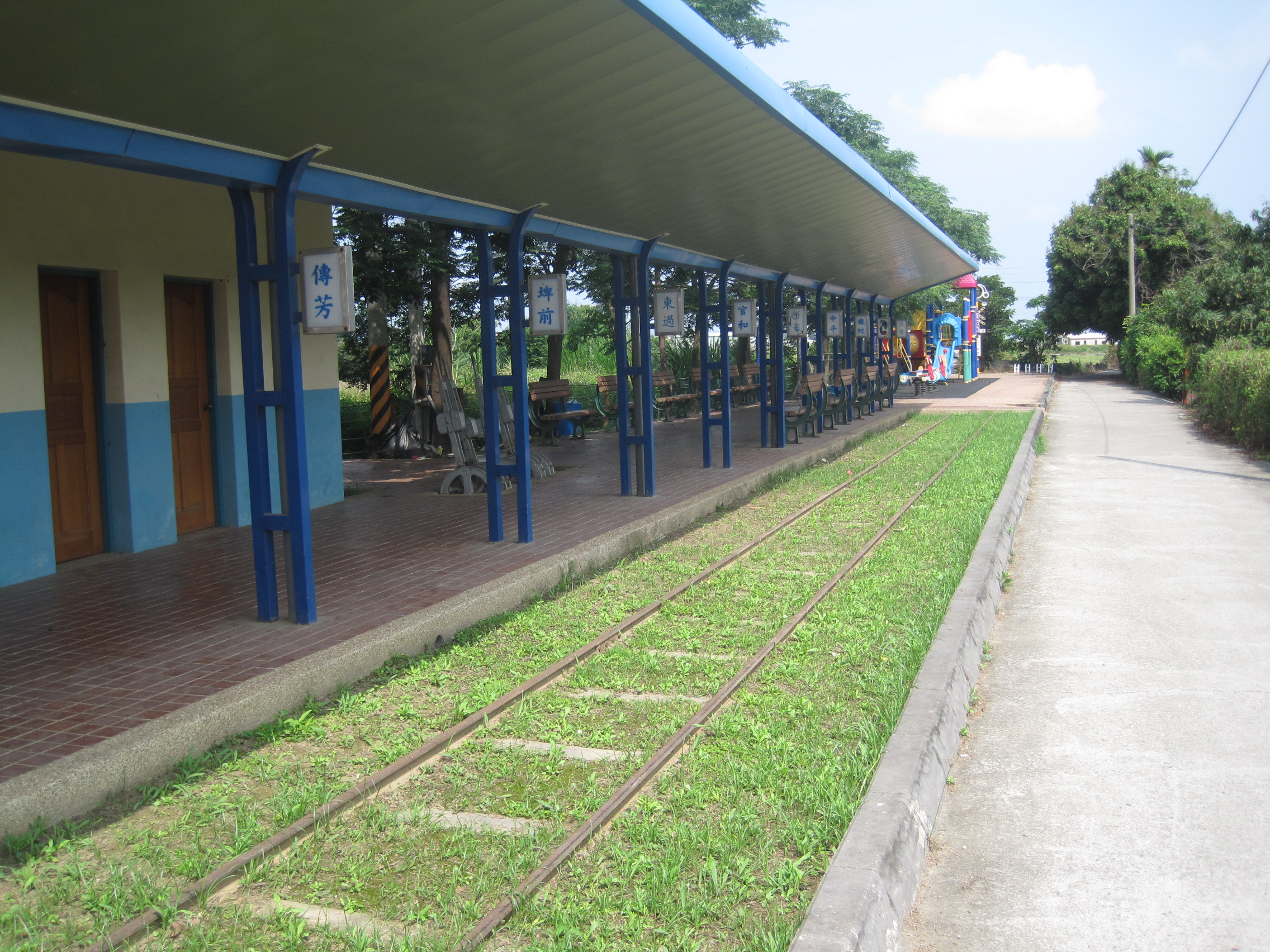
月臺與鐵軌
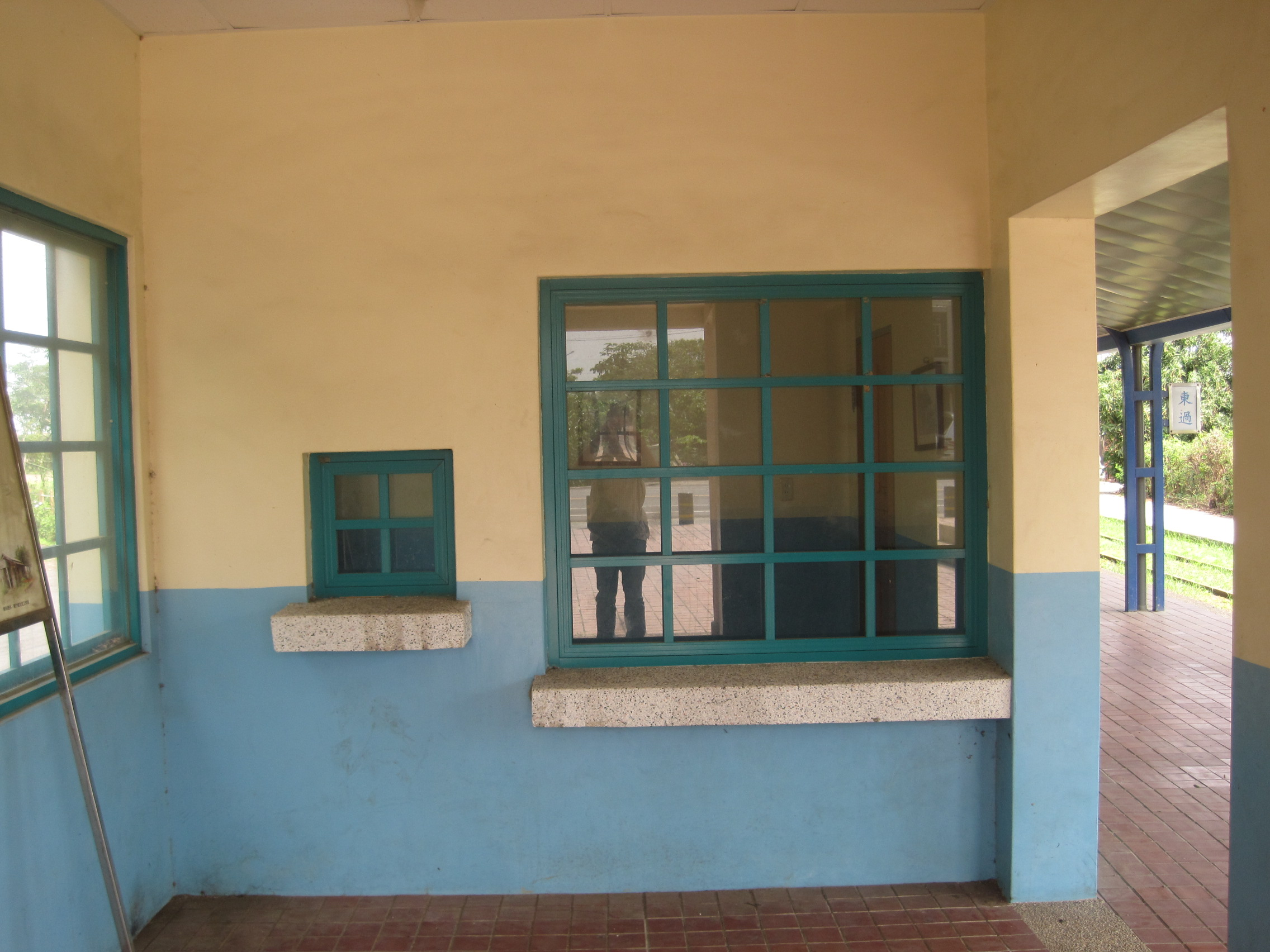
站房內的景象
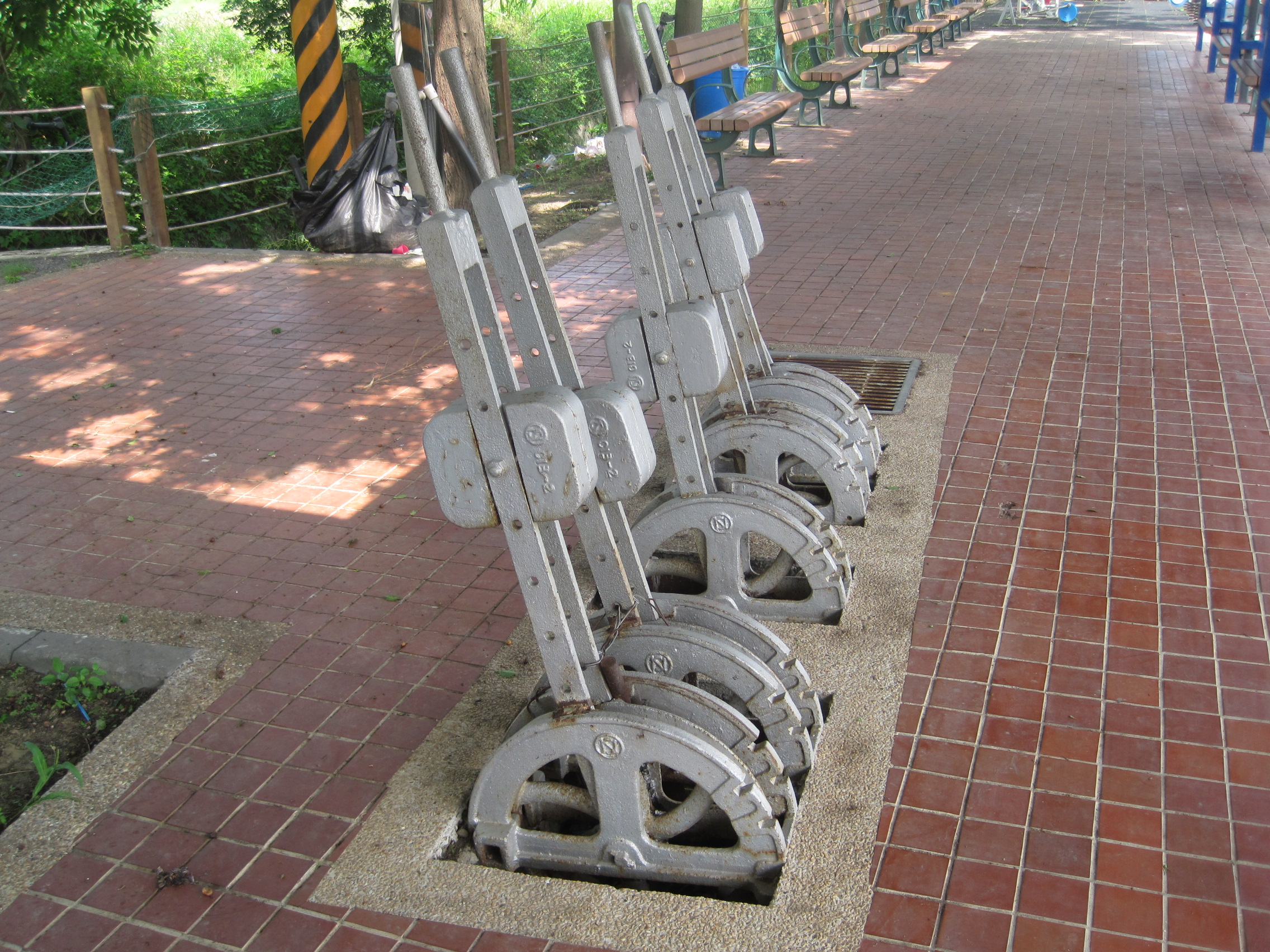
月臺上的號誌閘柄